# Hepatite B
A hepatite B é uma doença infecciosa que afeta o fígado causada pelo vírus da hepatite B (VHB). O vírus pode causar infecções tanto agudas como crônicas. Durante a infeção inicial aguda muitas pessoas não manifestam sintomas. Em algumas pessoas os sintomas manifestam-se de forma súbita e incluem vômitos, pele amarela, fadiga, urina de cor escura e dor abdominal. Os sintomas podem demorar entre 30 a 180 dias até se manifestarem e geralmente manifestam-se ao longo de várias semanas. Só muito raramente é que a infecção inicial causa morte. 90% das pessoas infectadas por volta do nascimento desenvolvem hepatite B crónica, embora após os cinco anos de idade isso só se verifique em 10% dos casos. A maior parte das pessoas com doença crônica não manifestam sintomas. No entanto, encontram-se em risco acrescido de desenvolver cirrose e cancro do fígado. Estas complicações são a causa da morte de 15% a 25% das pessoas com hepatite B crônica.
O vírus é transmitido pela exposição ao sangue ou fluidos corporais de uma pessoa infectada. A via de transmissão mais comum em regiões endêmicas é a infecção durante o nascimento ou a partir da mãe ou pelo contacto com sangue infectado durante a infância. As vias de transmissão mais comum em regiões onde a doença é rara são a partilha de seringas entre consumidores de droga e através de relações sexuais. Entre outros fatores de risco estão o trabalho na prestação de cuidados de saúde, transfusões de sangue, hemodiálise, viver com uma pessoa infectada, viajar para regiões onde a doença é endêmica e o internamento em instituições. Durante a década de 1980, as tatuagens e a acupunctura foram responsáveis por um número significativo de casos; no entanto, com a melhoria da esterilização isto tem vindo a diminuir. Os vírus da hepatite B não são transmitidos por dar a mão, por partilhar talheres, por beijar, abraçar, tossir, espirrar ou amamentar. A infecção pode ser diagnosticada entre 30 a 60 dias após a exposição. O diagnóstico é geralmente feito através de análises ao sangue que confirmam a presença de partes do vírus ou de anticorpos contra o vírus. A doença é um dos cinco tipos conhecidos de vírus da hepatite: A, B, C, D e E.
Desde 1982 que a doença é evitável através de imunização com a vacina contra hepatite B. A Organização Mundial de Saúde recomenda a vacinação desde o primeiro dia de vida sempre que possível. Para que a vacina seja completamente eficaz, são posteriormente necessárias duas ou três doses complementares. A vacina tem 95% de eficácia e em 2006 fazia parte do programa de vacinação de 180 países. Recomenda-se também o rastreio de hepatite no sangue destinado a transfusões e o uso de preservativo nas relações sexuais. Durante a infecção inicial, o tratamento tem por base os sintomas que a pessoa manifesta. Em pessoas com doença crônica podem ser usados antivirais como o tenofovir ou interferões. Em casos de cirrose pode ser necessário um transplante de fígado.
Cerca de um terço de todas as pessoas em todo o mundo já foram infectadas por hepatite B em determinado momento da vida. Entre eles, entre 250 e 350 milhões desenvolveram doença crônica. Em 2013 registraram-se 129 milhões de novas infecções. Em cada ano, morrem de hepatite B mais de 750 000 pessoas. Destas, cerca de 300 000 devem-se a cancro do fígado. Atualmente, a doença é endêmica apenas na Ásia Oriental e na África subsaariana, onde entre 5% e 10% dos adultos apresentam infecção crônica. Na Europa e nos Estados Unidos a prevalência é inferior a 1%. A investigação atual centra-se na criação de alimentos que contenham a vacina contra a doença. A doença é capaz de infectar também outros grandes primatas.

## Sinais e sintomas
A infecção aguda pelo vírus da hepatite B está associada à hepatite viral aguda – uma doença que se manifesta por sentimento geral de mal estar, perda de apetite, náuseas, vômitos, dores no corpo, febre ligeira e urina de cor escura, e que progride para o desenvolvimento de icterícia. No entanto, em algumas pessoas a infecção pode ser completamente assintomática e passar despercebida. O prurido na pele pode também ser um possível sintoma comum a todos os vírus de hepatite. Esta doença tem a duração de algumas semanas e a maioria das pessoas recupera gradualmente. Algumas pessoas podem apresentar uma doença hepática mais grave denominada hepatite fulminante, que aumenta o risco de morte.
A infecção crônica pelo vírus da hepatite B pode ser assintomática ou estar associada a uma inflamação crônica do fígado que, no prazo de alguns anos, pode causar cirrose do fígado. O tipo de infecção influencia significativamente a incidência de hepatocarcinoma (cancro do fígado). Na Europa, as hepatites B e C são a causa de aproximadamente 50% dos hepatocarcinomas. As pessoas com a doença crónica são incentivadas a evitar o consumo de álcool, uma vez que isso aumenta o risco de cirrose e de cancro do fígado. O vírus da hepatite B tem sido associado ao desenvolvimento de nefropatia membranosa.
Entre 1% e 10% das pessoas infectadas com o VHB manifestam sintomas para além do fígado, incluindo síndrome semelhante à doença do soro, vasculite aguda necrosante (poliarterite nodosa), nefropatia membranosa e síndrome de Gianotti-Crosti. A síndrome semelhante à doença do soro manifesta-se durante a fase aguda da doença, muitas vezes antecedendo o aparecimento de icterícia. As características clínicas são febre, erupções cutâneas e poliarterite. Estes sintomas muitas vezes diminuem depois do aparecimento de icterícia, mas podem persistir durante toda a duração da fase aguda de hepatite B. Entre 30% e 50% das pessoas com vasculite aguda necrosante são portadoras de VHB. A nefropatia associada ao VHB é mais comum em crianças. O síndrome de Gianotti-Crosti é a forma mais comum. Podem também ocorrer outros distúrbios hematológicos, como crioglobulinemia e anemia aplástica.

## Causa

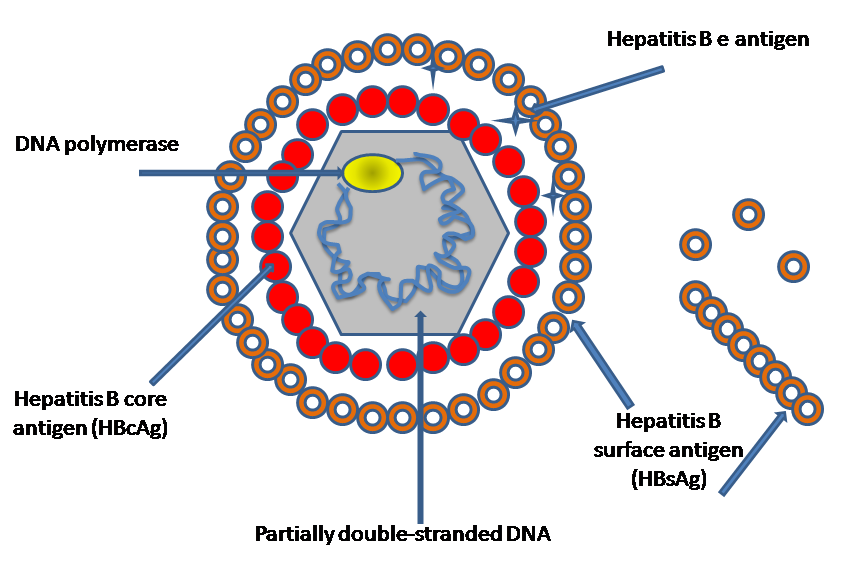
O vírus da hepatite B é cerca de 50 a 100 vezes mais contagioso que o do HIV.

O vírus da hepatite B é um hepadnavírus - hepa, de hepatotrópico (atraído para o fígado) e dna, porque é um vírus de DNA - e  tem um genoma circular de DNA de cadeia dupla parcial e apresenta celoma. Os vírus replicam através de uma forma intermediária de RNA por transcrição reversa, que, na prática, os relaciona com os retrovírus. Embora a replicação tenha lugar no fígado, o vírus propaga-se para o sangue, onde as proteínas virais e anticorpos contra eles são encontrados em pessoas infectadas.

### Transmissão
O vírus existe no sangue, saliva, sémen, secreções vaginais e leite materno de doentes ou portadores assintomáticos. Sua transmissão pode ser realizada por contatos diretos com saliva, sangue ou outros fluidos corporais, através de relações sexuais, transfusão de sangue ou partilha de seringas para injeção de drogas. O vírus é muito mais resistente e de transmissão muito mais fácil que o HIV e persiste mais tempo nesses instrumentos, mas é destruído pela lavagem cuidadosa e esterilização pelo calor. Resiste por vezes ao pH baixo (ácido), calor moderado e temperaturas baixas. É capaz de sobreviver no ambiente exterior por pelo menos uma semana.
O vírus pode ser transmitido através da exposição a sangue ou fluidos corporais, tais como sêmen e secreções vaginais, contaminados. O DNA viral também já foi detectado na saliva, lágrimas e na urina de portadores crônicos. A infecção perinatal, ou seja durante o parto, é uma das principais vias de transmissão em áreas endêmicas, com cerca de 20% de risco de transmissão para mães HBsAg positivas e 90% caso também seja HBeAg positiva. Quanto mais cedo a gestante começar o tratamento, menor o risco de transmissão.
Grupos vulneráveis incluem profissionais de saúde, pessoas que recebem transfusões ou fazem diálise em países sem o devido controle, acupuntura, tatuagem, viajantes a locais endêmicos e residentes de instituições. Entretanto, o vírus da hepatite B não pode ser transmitido através de aperto de mão, compartilhamento de talheres ou copos, beijo, abraço, tosse ou espirro.
O agente delta ou vírus da hepatite D é transmitido de doentes com ambos HBV e HDV para doente com HBV crónico apenas pelas mesmas vias e nos mesmos grupos de risco.

## Diagnóstico
O diagnóstico da hepatite B deve não só identificar as pessoas com anticorpos contra a doença, mas também diferenciar aqueles que já tiveram a doença aguda, mas estão nessa altura curados, dos com hepatite crónica que necessitam de vigilância e tratamento. São usadas técnicas de imunoensaios como quimioluminescência e/ou ELISA, que permitem a detecção de antigénios e anticorpos diferentes que surgem em diferentes estágios da doença. O episódio agudo é diagnosticado pela detecção no sangue de antigénios HBs e HBe, e anticorpos anti-HBc além de transaminases, como TGO e TGP (enzimas que existem no interior dos hepatócitos e só saem para o sangue com destruição destes: indicadores de hepatite) simultaneamente. A infecção passada resolvida caracteriza-se por anticorpos anti-HBs e anti-HBc do tipo IgG. A imunidade efectiva da vacina é determinada pela detecção de anticorpos anti-HBs do tipo IgG, mas não anti-HBc. O doente crónico apresenta no sangue antigénios HBe e HBs altos e anticorpos anti-HBc do tipo IgG mas não anti-HBs. Além disso, pode ter transaminases elevadas (hepatite activa) e testes para a presença de vírus no sangue (PCR) positivos.

## Prevenção

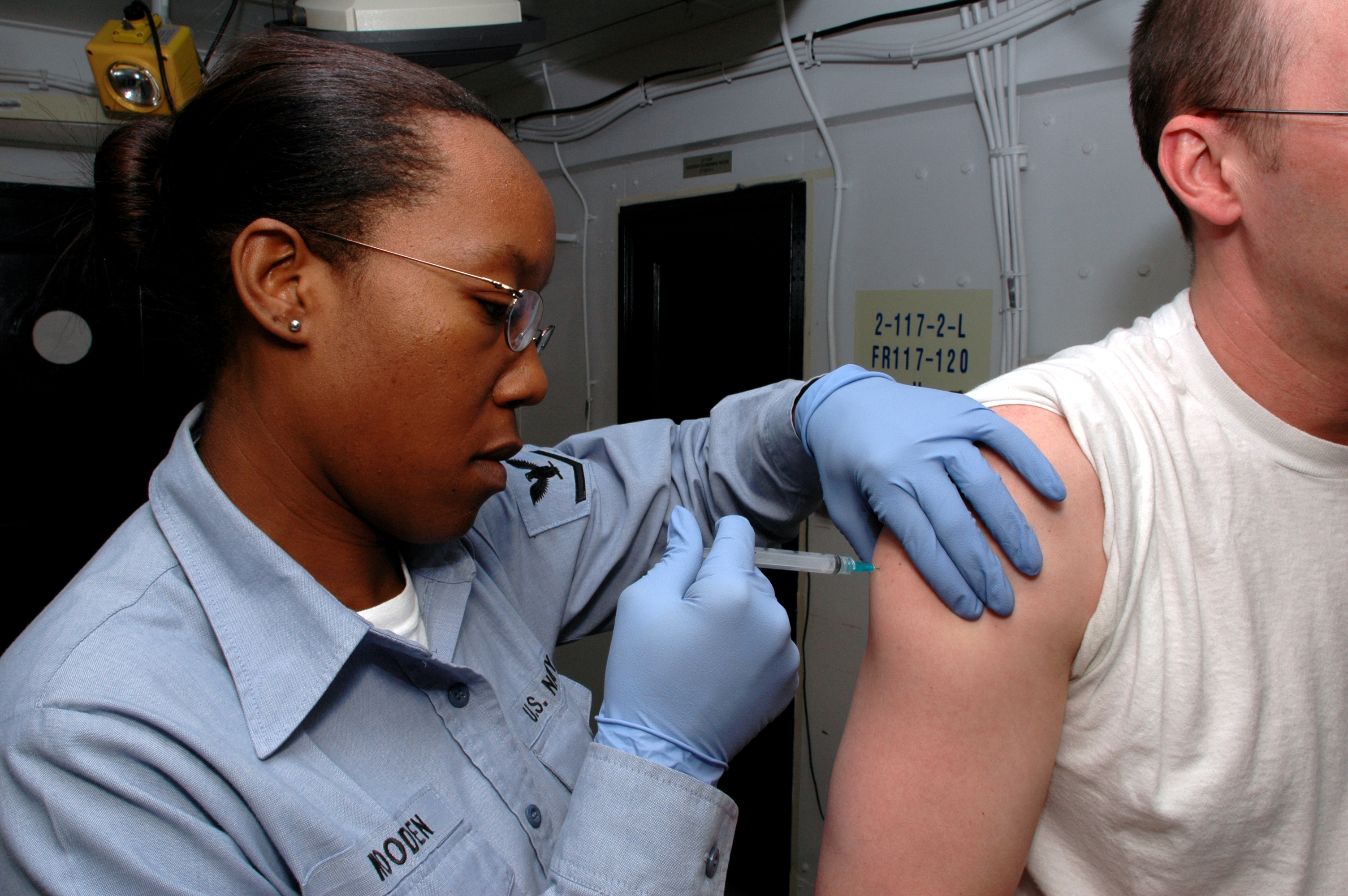
A vacina da hepatite B também protege contra a hepatite D

A prevenção pela vacina é a melhor forma de combater a doença. Essa vacina é constituída pelos antigénios HBs, sem nenhuma partícula viral. Administra-se por inoculação. Se a pessoa após alguns meses apresentar anticorpos anti-HBs em suficiente número, não necessitam de mais injeções, mas aqueles com menor resposta requerem novas inoculações, geralmente três, espaçadas. Em muitos países a vacina é obrigatória. Três vacinas são eficazes para imunizar 95% dos casos.
Outra forma de prevenção é a imunização passiva, por meio da administração de Imunoglobulina humana anti-hepatite B (IGHAHB) que é indicada em recém-nascidos filhos de mães portadoras de hepatite B,  vítimas de abuso sexual sem vacinação prévia, acidentes com materiais biológicos suspeitos,  imunodeprimidos expostos ao vírus e pacientes com transplante de fígado com Hbsag positivo. A imunoglobulina deve ser realizada em conjunção com a vacina.
Não há vacina contra a hepatite D (HDV), mas como ela só infecta doentes crónicos com Hepatite B a vacina do HBV previne a D também.
Medidas comportamentais, como o uso de preservativos durante relações sexuais, não compartilhar objetos perfurantes ou cortantes e o rastreamento populacional também são importantes medidas preventivas.

## Tratamento
A infecção aguda de hepatite B geralmente não necessita de tratamento e na maior parte dos adultos desaparece espontaneamente. Em menos de 1% das pessoas pode ser necessário o tratamento com antivirais, geralmente nos casos em que a doença progride rapidamente (hepatite fulminante)  e pessoas imunocomprometidas. Nos casos de doença crônica, o tratamento pode ser necessário para diminuir o risco de cirrose e câncer do fígado. São candidatos à terapêutica as pessoas infetcadas com níveis persistentemente elevados de alanina aminotransferase e de ADN do vírus da hepatite B; assim como pacientes com histórico familiar de câncer de fígado. A duração do tratamento varia de acordo com a evolução da doença, dependendo da medicação e do genótipo. Contudo é necessário o acompanhamento médico contínuo.
Outros critérios para tratamento que são delineados pelo Ministério da saúde são: 
- A presença de  teste para HBeAg reagente em indivíduos com idade acima de 30 anos;
- História familiar de Carcinoma hepatocelular;
- Coinfecção HBV-HIV, HBV-HCV ou HBV-HDV;
- Manifestações extra-hepáticas, como artrite, vasculite, nefropatia, poliarterite nodosa e neuropatia periférica;
- Biópsia hepática ≥ A2 e/ou F2, pela classificação Metavir.
- Elastografia hepática com alterações

Embora nenhum dos medicamentos disponíveis elimine a infeção, têm a capacidade de impedir a replicação do vírus, minimizando assim as lesões no fígado.  Entre os medicamentos disponíveis para o tratamento de hepatite B estão os antivirais lamivudina, adefovir, tenofovir, telbivudina e entecavir, e os dois moduladores do sistema imunitário interferão alfa-2a e interferão alfa peguilado 2a. A Organização Mundial de Saúde recomenda a combinação de tenofovir e entecavir como tratamento de primeira linha. O tratamento é fundamental em pessoas com cirrose.
A administração de interferões, que necessita de injeções diárias ou várias vezes por semana, foi suplantada por interferões peguilados, que só necessitam de uma injeção semanal. O tratamento diminui a replicação do vírus no fígado, diminuindo assim a carga viral no sangue. No entanto, algumas pessoas respondem melhor a este tratamento do que outras. A resposta difere também entre os vários tipos de genótipos. O tratamento com interferões pode produzir uma taxa de seroconversão de 37% no genótipo A, mas de apenas 15% no genótipo 6% no genótipo D. O genótipo B apresenta taxa de seroconversão semelhante ao tipo A.

## Prognóstico

Existem vários tipos de cepas de hepatite B, identificadas por letras de "A" a "h" usando maiúscula ou minúscula para descrever a dominância. Cepas diferentes possuem progressão, sintomas e tratamento significantemente diferentes

Se os linfócitos T citotóxicos forem agressivos, a doença é resolvida e o doente curado. Se forem muito agressivos, pode ocorrer hepatite fulminante e morte. Se a resposta for insuficiente, ocorre estado de portador ou hepatite crónica. O sistema imunitário ineficaz e ainda em desenvolvimento dos bebês leva 90% deste grupo desenvolva a forma crônica (recorrente) da doença. Crianças pequenas tem entre 20 a 50% de desenvolver a forma crônica enquanto adultos tem apenas 5 a 10%.
Em 1% dos casos a hepatite é fulminante e pode ser mortal. Cerca de 90% dos indivíduos infectados resolvem a infecção após o episódio agudo ou assintomático de forma completa e curam-se. Contudo em 10% dos casos a infecção torna-se crónica. Mesmo dentro deste décimo de casos crónicos, alguns se tornam portadores infecciosos sem sintomas, outros têm uma hepatite não progressiva com replicação viral mínima e apenas alguns desenvolvem um curso progressivo. A seguinte discussão refere-se à progressão nestes indivíduos, que sofrem da "verdadeira" hepatite B, com cronicidade e alto risco de complicações.
A comorbidade com o vírus da hepatite D pode transformar o curso benigno de uma hepatite B numa doença altamente agressiva (curso fulminante mortal) e piora o prognóstico daqueles que já têm curso progressivo, diminuindo a sua esperança de vida.
O HBV infecta e multiplica-se nas células sem as destruir, e maior parte dos danos e sintomas da hepatite que provoca são devidos à resposta citotóxica necessária e por vezes eficaz desenvolvida pelo sistema imunitário contra as células humanas infectadas. O reconhecimento das células infectadas é feito pela detecção de proteínas virais que são expressas na membrana celular da célula-hóspede e, portanto expostas ao exterior. A tendência para a cronicidade da hepatite B é devida à infecção latente que o vírus pode produzir em algumas células. Ele é capaz de integrar o seu genoma de ADN nos cromossomas humanos, e lá permanecer sem se multiplicar perfeitamente escondido do sistema imunitário, enquanto os virions em multiplicação activa são destruídos. Mais tarde, em resposta a determinados estímulos, pode voltar a ficar activo. Além disso, a elevada taxa de mutação do vírus permite mudanças na conformação das suas proteínas externas, que tornam a resposta imunitária específica menos eficaz.
O fígado responde de duas formas à destruição das suas células. Inicialmente os hepatócitos regeneram o tecido perdido, mais tarde com os danos repetidos inicia-se também a produção de tecido conjuntivo fibroso pelos fibrócitos. Com danos contínuos, a capacidade de regeneração dos hepatócitos é insuficiente, e a fibrose torna-se predominante, levando à cirrose hepática com insuficiência hepática devido ao pequeno número de hepatócitos, que não se podem multiplicar devido à resistência do tecido conjuntivo modelado à sua volta. A cirrose hepática é uma condição inevitavelmente fatal, e mesmo o transplante de fígado só permite a vida durante alguns anos devido à rejeição progressiva do órgão estranho.
A replicação aumentada dos hepatócitos aumenta a probabilidade de outra complicação: o carcinoma hepatocelular. A maioria das mutações genéticas que resultam no cancro (tumor) ocorrem durante a replicação celular, em que o processo de cópia do DNA conduz quase sempre a alguns erros. Com a regeneração contínua do tecido do fígado devido à destruição das células pelo vírus (e resposta imunitária) esses erros acumulam-se. Outro mecanismo de mutação é a própria inserção mais ou menos aleatória do genoma do vírus nos cromossomas: se algum gene ou região regulatória for interrompida, genes antitumorais podem ser inactivados ou genes pró-tumorais (oncogenes) hiperactivados. O resultado é que a infecção crónica pelo HBV é uma das mais importantes causas do carcinoma hepatocelular - o cancro de longe mais comum do fígado, e de mau prognóstico.
A sobreinfecção de doentes com hepatite B crónica com agente delta pode levar à encefalopatia hepática (deterioração das funções intelectuais devido à incapacidade do fígado de controlar os níveis de amónia, uma substância tóxica no sangue) mais facilmente e exacerba todos os sintomas.

## Epidemiologia

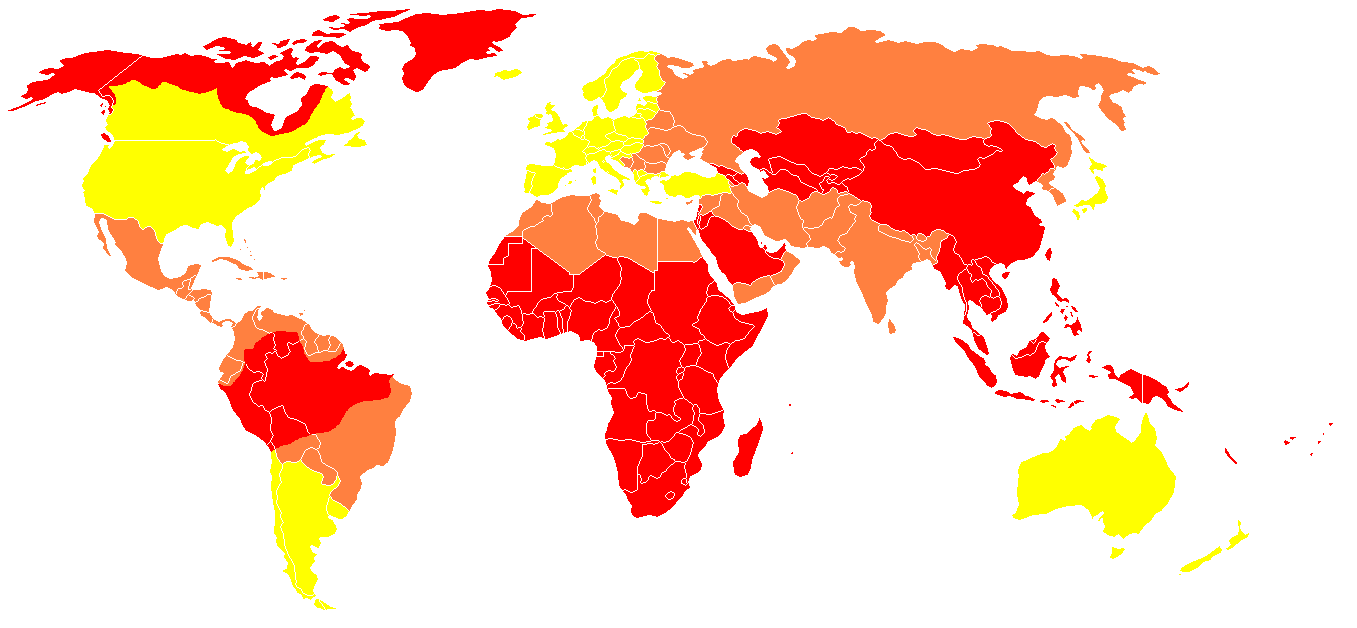
Incidência e risco de hepatite B. Vermelho: mais de 8% da população é portadora; Laranja: de 2 a 7%; Amarelo:menos de 2%

Cerca de 5% da população mundial terá a doença ou será portadora sem sintomas. Nos Estados Unidos há 300 000 novos casos por ano e 4 000 mortes. Em todo o mundo existem cerca de 240 milhões de portadores da hepatite B crônica, tornando-a uma das piores pandemias atualmente. Cerca de 25% (1 em cada 4) dos adultos infectados crônicos durante a infância morreram de câncer ou cirrose. Os grupos mais vulneráveis são os de indivíduos que praticam sexo desprotegido e utilizadores de drogas intravenosas. A imunização (vacina contra hepatite B) protege eficazmente contra a doença.
Na África subsariana, assim como grande parte da Ásia e do Pacífico, os portadores crônicos representam 8% a 10% da população. Nestas regiões, o câncer do fígado causado pela hepatite B está entre as três primeiras causas de morte por câncer.
No Brasil, a taxa de infectados passou de 0,3%, em 1999, para 6,9%, em 2010. A região Sul registra os maiores índices de novos casos desde 2002, seguida da região Norte. Um total de 120.343 foram notificados no país nesse período. A via sexual é a forma predominante de transmissão sendo responsável por 52,7% dos casos. A região amazônica também possui altos índices de infectados.[carece de fontes?] Entre 1999 e 2011, a região Sudeste concentrou 36,6% dos casos e a região Sul concentrou 31,6% das notificações. A vacina está disponível para todas as idades em quase todos os postos de saúde do país e é a medida mais eficaz de prevenção.
Em Portugal, no ano de 2005 foram notificados 36 mil novos casos, um grande progresso comparado a média de 120 mil novos casos em pesquisas passadas. A melhora está associada aos progressos feitos pelo plano nacional de vacinação que vacinaram cerca de metade da população. O distrito de Bragança apresenta os valores mais baixos de imunização com 26,7% e o de Faro os mais altos valores com 59,5% de imunizados.

## História
O relato mais antigo de uma epidemia causada pelo vírus da Hepatite B foi feito por Lurman em 1885. Um surto de Varíola ocorreu no Bremen em 1883 e 1889 empregados das docas foram vacinados com linfa de outras pessoas. Após várias semanas, e até oito meses depois, 191 dos trabalhadores vacinados ficaram doentes com Icterícia e foram diagnosticados como sofrendo de hepatite do soro. Outros empregados que tinham sido inoculados com diferentes lotes de linfa permaneceram saudáveis. O artigo de Lurma, agora apontado como um exemplo clássico dum estudo epidemiológico, provou que a linfa contaminada foi a fonte do surto. Mais tarde, numerosos surtos semelhantes foram reportados após a introdução, em 1909, de agulhas hipodérmicas que foram usadas, e mais importante reutilizadas, para administrar "Salvarsan" para o tratamento da sífilis. O vírus não foi descoberto até 1965 quando Baruch Blumber, então trabalhador no "National Institutes of Health (NIH)", descobriu o Antigénio Australia (que mais tarde veio a ser conhecido como sendo o antigénio de superfície Hepatite B, ou HBsAg) no sangue de aborígenes australianos. Apesar de se suspeitar da existência do vírus desde que MacCallum publicou a sua pesquisa em 1947. Em 1970, D.S. Dane e outros descobriram a partícula vírica através de um microscópio electrónico. No início de 1980, o genoma do vírus foi sequenciado, e as primeiras vacinas estavam a ser testadas.

## Investigação
Em 2012, cientistas portugueses desenvolveram uma vacina oral para hepatite B que também pode ajudar no seu tratamento. Porém ainda não está disponível ao público e não há previsão de quando será comercializada.